# Білошниченко Кузьма Романович
Білошниче́нко Кузьма́ Рома́нович (нар. 1895 — 1945) — радянський військовик, учасник Другої світової війни, генерал-майор (1943).

## Біографія
Народився у 1895 році в селі Анастасівка, нині Роменського району Сумської області. Українець.
До лав РСЧА вступив у 1918 році. Учасник громадянської війни в Росії. Воював на Південно-Західному та Південному фронтах. У 1923—1924 роках воював проти басмачів у Східній Бухарі.
17 лютого 1938 року присвоєне військове звання комбриг.
До вересня 1938 року обіймав посаду командира 12-ї кавалерійської Кубанської козачої дивізії (м. Армавір) 4-го кавалерійського корпусу Північно-Кавказького військового округу.
17 вересня 1938 року увільнений з лав РСЧА і заарештований. Звільнений за відсутністю складу злочину у 1940 році. Перебував у запасі. У липні 1941 року вдруге призваний до РСЧА.
Учасник німецько-радянської війни з 1941 року.
З 22 серпня 1941 року по 7 липня 1944 року — командир 63-ї кавалерійської Корсунської Червонопрапорної дивізії, що діяла в складі 5-го гвардійського кавалерійського корпусу.
27 січня 1943 року присвоєне військове звання генерал-майор.
З липня 1944 року — заступник командира 5-го гвардійського кавалерійського корпусу.
Останнє місце служби — Південно-Уральський військовий округ. Помер від хвороби у травні 1945 року.

## Нагороди
Нагороджений двома орденами Червоного Прапора (08.05.1943, 08.10.1943), орденами Кутузова 2-го ступеня (31.03.1943), Богдана Хмельницького 2-го ступеня (24.04.1944), Червоної Зірки, медалями.

## Пам'ять
У місті Городище Черкаської області ім'ям генерала К. Р. Білошниченка названо вулицю.